# Olympiques (Pindare)
Pour les articles homonymes, voir Olympique.
Les Olympiques sont un recueil d'odes du poète grec Pindare. Il comprend 14 odes célébrant des athlètes, à l'occasion de leurs victoires aux Jeux olympiques, au Ve siècle av. J.-C. Différentes disciplines sont représentées, ainsi que divers lieux, d'où étaient originaires les athlètes.

## Analyse
Chaque poème est composé de strophes, antistrophes et épodes, avec des mètres divers. La poésie de Pindare fourmille de références mythologiques, en lien avec la cité du vainqueur, ou avec le vainqueur lui-même.
Le tableau qui suit donne le nom du vainqueur célébré, son origine, et sa discipline. Ce tableau a été dressé par les érudits de la bibliothèque d'Alexandrie, suivant la renommée des personnages et non par ordre chronologique.
- Olympique I    : Pour Hiéron Ier, Syracusain, Course montée.
- Olympique II   : Pour Théron d'Acragas, d'Agrigente, Course de chars[2].
- Olympique III  : Pour Théron d'Acragas, à l'occasion des Théoxénies.
- Olympique IV   : Pour Psaumis de Camarine, Course de chars.
- Olympique V    : Pour Psaumis de Camarine, Course de chars.
- Olympique VI   : Pour Agésias de Syracuse, Course de chars.
- Olympique VII  : Pour Diagoras de Rhodes, Pugilat[3].
- Olympique VIII : Pour Alkimédon d’Égine, Lutte.
- Olympique IX   : Pour Épharmoste d’Oponte, Lutte.
- Olympique X    : Pour Agésidamos, Locrien Epizéphyrien, Pugilat.
- Olympique XI   : Pour le même.
- Olympique XII  : Pour Ergotélès d’Himère, Longue course du stade (Dolique).
- Olympique XIII : Pour Xénophon de Corinthe, Course du stade et pentathlon.
- Olympique XIV  : Pour Asopichos d’Orchomène, Course du stade (catégorie enfant).